# HK MSG90
HK MSG90 — военная высокоточная винтовка (нем. Militarisches Scharfschutzengewehr) разработанная немецкой фирмой Heckler & Koch специально как армейское снайперское оружие на базе полицейской винтовки HK PSG1. Серийно производится с 1990 года.

## Конструкция
Винтовка рассчитана под патрон 7,62×51 мм НАТО (.308 Винчестер). Механизм винтовки самозарядный, с полусвободным затвором, в котором, также как и у PSG-1, используются симметричные клинья, каждый из которых представляет собой цилиндрический ролик с удалённым у него сегментом.  Такое конструктивное выполнение запирающих элементов позволяет добиться при запирании более однообразного положения затвора, чем при использовании роликов, что особенно важно для высокоточного оружия. Корпус ударно-спускового механизма у MSG90 выполнен из пластика, зацело с пистолетной рукояткой.
Снайперская винтовка MSG90 сохранила многие черты HK PSG1, такие как усиление ствольной коробки дополнительной рамой, досылатель и тяжелый холоднокованый свободно-вывешенный ствол с уникальной полигональной нарезкой. Стандартный вариант винтовки оборудован также устройством Anschuetz T-way для крепления принадлежностей к цевью — сошек, треног, стрелкового ремня и т. п.
Одна из самых полезных особенностей MSG90 — уникальная система крепления прицела. Легкая цельная платформа крепления прицела устанавливается на две опоры, приваренные сверху к ствольной коробке винтовки. Запирание осуществляется простым поворотом рычага, что позволяет снимать и прикреплять прицел за считанные секунды.
Такая система крепления прицела также сильно увеличивает спектр возможного использования винтовки, позволяя установку разнообразных прицельных устройств (лазер, ночная оптика и т. п.), предварительно пристрелянных с данной винтовкой. Стрелку остается только выбрать устройство, соответствующее характеру выполняемого задания, а пристрелка в процессе установки останется прежней. В частности, возможно отделять оптику при транспортировке винтовки и устанавливать лишь непосредственно перед стрельбой.
Спусковой механизм MSG90, взятый с HK PSG1, обеспечивает надежную работу с усилием 1,5 кгс с предупреждением. Он смонтирован в отдельном модуле, который стрелок может быстро заменять на модуль с полностью автоматическим ударно-спусковым механизмом. Такая конструкция спускового механизма обеспечивает высокую надежность — выстрела не происходит даже при падении винтовки с высоты 2 метров в боевом положении. Такая степень безопасности винтовки крайне важна для обеспечения исправной работы при сильных ударных воздействиях, возможных в полевых условиях.
Автоматика винтовки работает за счет полусвободного затвора. Механизм затвора, выступающий из его передней части (личинки затвора) состоит из двух частей с роликами, более массивная верхняя часть лежит на личинке в положении готовности к стрельбе. Наклонные плоскости между роликами толкают их в углубления в ствольной коробке, обеспечивая запирание канала ствола. Ролики кроме запирания канала ствола выполняют функцию замедлителей затвора.
Винтовка комплектуется оптическим прицелом кратности 10Х.

## Усовершенствование MSG90 в сравнении с базойPSG1
- Облегчение использования винтовки для стрелка-левши (установлены симметричные двухсторонние рычаги предохранителя и отделения магазина).
- Легче на 2 кг.
- Укороченный на 50 мм ствол (также с полигональными нарезами).
- Несколько облегченная ложа из пластика с регулируемым прикладом.
- В нижней части цевья появилась направляющая для крепления отъемной складной сошки (в походном положении складываются вперед).
- Усовершенствованная система крепления прицела.

## Модификации
В начале-середине 1990-х годов фирма Heckler & Koch модифицировала винтовку MSG90 для участия в конкурсе DMR (англ. Designated Marksman Rifle — винтовка для военного снайпера), проводимой Министерством Обороны США. Замена MSG90 на MSG90A1 началась в 1998 году.

## Страны-эксплуатанты
- Республика Корея - в июле 2014 года было объявлено о наличии у армейских спецподразделений винтовок MSG-90[1]